# Nedre Kalven
Nedre Kalven är en sjö i Åmåls kommun i Dalsland och ingår i Göta älvs huvudavrinningsområde. Sjön har en area på 1,8 kvadratkilometer och ligger 114 meter över havet. Sjön avvattnas av vattendraget Åmålsån.

## Delavrinningsområde
Nedre Kalven ingår i det delavrinningsområde (655749-131543) som SMHI kallar för Utloppet av Nedre Kalven. Medelhöjden är 146 meter över havet och ytan är 16,32 kvadratkilometer. Räknas de 4 avrinningsområdena uppströms in blir den ackumulerade arean 95,84 kvadratkilometer. Åmålsån som avvattnar avrinningsområdet har biflödesordning 2, vilket innebär att vattnet flödar genom totalt 2 vattendrag innan det når havet efter 204 kilometer. Avrinningsområdet består mestadels av skog (84 procent). Avrinningsområdet har 1,95 kvadratkilometer vattenytor vilket ger det en sjöprocent på 12 procent.